# 심현보
심현보(1971년 11월 13일 ~ )는 대한민국의 가수, 작곡가, 작사가이다.

## 학력
- 경희대학교 포스트모던음악학과 학사

## 주요 히트곡 작사 및 작곡
- 고호경 - 〈처음이었어요〉 (작사, 작곡)
- 유리상자 - 〈사랑해도 될까요〉 (작사, 작곡)
- 모세 - 〈사랑인걸〉 (작사, 작곡)
- 성시경 - 〈우린 제법 잘 어울려요〉, 〈너의 모든 순간〉 (작사)
- T(윤미래) - 〈시간이 흐른 뒤〉 (작사)
- 쥬얼리 - 〈니가 참 좋아〉, 〈투나잇〉 (작사)
- 박기영 - 〈산책〉 (작사, 작곡)
- 박혜경 - 〈하루〉 (작사, 작곡)
- 규현 - 〈여전히 아늑해〉 (작사)
- 다비치 - 〈너없는 시간들〉 (작사)
- 이수영 - 〈여전히 입술을 깨물죠〉, 〈모르지 (내 맘을 알 리가 없지)〉, 〈Andante〉 (작사, 작곡)
- 박정현 - 〈Funny Star〉, 〈헤어짐은 못됐어요〉 (작사)
- 디에이드(구 어쿠스틱콜라보) - <묘해, 너와> (작사, 작곡), <마음없이 지내기로 해> (작사, 작곡)

## 음반
- 2004년 1집 - 기억을 흘리다
- 2007년 2집 - 사랑은 그런 것
- 2009년 멀어지네요
- 2011년 목욕이 좋아
- 2011년 3집 - 자전거 데이트
- 2012년 이를테면 헤어짐 같은
- 2014년 황사
- 2014년 4집 따뜻
- 2015년 이맘때쯤
- 2017년 그대 연구소

## 방송

### 라디오
- 2011년 : MBC FM4U 《꿈꾸는 라디오》
- 2011년 ~ 2012년 : MBC FM4U 《오늘아침》

## 수상
- 1994년 제4회 유재하 음악경연대회 은상
- 2002년 제13회 서울가요대상 최고작사가상
- 2002년 SBS 가요대전 최고작사가상